# Abbaye Saint-Georges d'Isny
 (février 2024).
L'abbaye Saint-Georges est une ancienne abbaye bénédictine à Isny im Allgäu, dans le Land de Bade-Wurtemberg.

## Historique
L'abbaye Saint-Georges est fondée en 1096 par les comtes d'Altshausen-Veringen (de). Le pape Pascal II la confirme en 1106. Vers la fin du XIIe siècle, des bénédictines s'installent aussi à Isny puis vont à Rohrdorf (aujourd'hui un quartier d'Isny).
La ville d'Isny se fonde autour de l'abbaye. En 1281, le roi Rodolphe donne à la demande de son ami Henri d'Isny les privilèges d'une ville.
L'église abbatiale romane et les premiers locaux brûlent en 1284. Aussitôt une église-halle est reconstruite et consacrée en 1288.
Après la prospérité économique, l'abbaye est décimée par la peste en 1350.
Au moment de la Réforme protestante, la ville d'Isny se convertit au protestantisme. En 1534, l'église abbatiale subit l'iconoclasme.
La situation économique de l'abbaye s'améliore que dans le premier tiers du XVIIe siècle; de nombreux bâtiments sont élevés ou bâtis, mais ils sont détruits par un incendie en 1631. En 1656, Michael Beer (de) mène la reconstruction dans le style baroque. L'actuelle église abbatiale est construite par Giulio Barbieri (de) entre 1660 et 1666. Un deuxième essor a lieu grâce à Alfons Torelli, abbé de 1701 à 1731. Johann Georg Gilt (de l'école de Wessobrunn) et Johann Michael Holzhey (de) rénovent en 1757 et 1758 l'église dans un style rococo.
En 1781, l'abbaye est autonome et fait partie des états impériaux. L'abbaye Saint-Georges fait partie du collège des abbayes impériales du Rhin (de) puis en 1792 de Souabe (de).
Lors de la sécularisation en 1803, l'abbaye Saint-Georges et la ville d'Isny reviennent au comte Otto Wilhelm von Quadt-Wykradt (de) qui fait sa demeure de l'abbaye. Pendant le Troisième Reich, elle accueille les Jeunesses hitlériennes jusqu'en 1943. Plus tard, les lieux servent d'établissement pour personnes âgées jusqu'en 1996.